# بادي أرنولد
بادي أرنولد (بالإنجليزية: Buddy Arnold) هو عازف ساكسفون أمريكي، ولد في 30 أبريل 1926 في ذا برونكس في الولايات المتحدة، وتوفي في 9 نوفمبر 2003 في لوس أنجلوس في الولايات المتحدة.

## روابط خارجية
- بادي أرنولد على موقع IMDb (الإنجليزية)
- بادي أرنولد على موقع ميوزك برينز (الإنجليزية)
- بادي أرنولد على موقع أول ميوزيك (الإنجليزية)